# (12974) Halithersès
(12974) Halithersès, désignation internationale (12974) Halitherses, est un astéroïde troyen jovien.

## Description
(12974) Halithersès est un astéroïde troyen jovien, camp grec, c'est-à-dire situé au point de Lagrange L4 du système Soleil-Jupiter. Il présente une orbite caractérisée par un demi-grand axe de 5,182 UA, une excentricité de 0,051 et une inclinaison de 7,6° par rapport à l'écliptique.
Il est nommé en référence au personnage de la mythologie grecque Halithersès, acteur du conflit légendaire de la guerre de Troie.

## Compléments